# Renato Dall’Ara (Regisseur)
Renato Dall’Ara (* 11. April 1925 in Sant’Apollinare; † 1982) war ein italienischer Dokumentarfilmer und Filmregisseur.

## Leben
Dall’Ara engagierte sich lange Jahre im Amateurfilmbereich, wo er auf internationalen Festivals vertreten war und inszenierte in den 1950er Jahren zahlreiche Kurzfilme. 1958 inszenierte er Mobby Jackson, der allerdings erst 1961 erstmals gezeigt wurde. Ihm folgte der in der Poebene spielende dramatische Film Scano Boa und zwei weitere, sozialkritisch angehauchte Filme, die jedoch kaum gezeigt wurden. 1980 erhielt er den Auftrag für den Fernsehfilm Uno strano ragazzo.

## Filmografie (Auswahl)
- 1958: Mobby Jackson
- 1960: Insel der weißen Wasser (Scano Boa)
- 1980: Uno strano ragazzo (Fernsehfilm)